# Папський дворянин

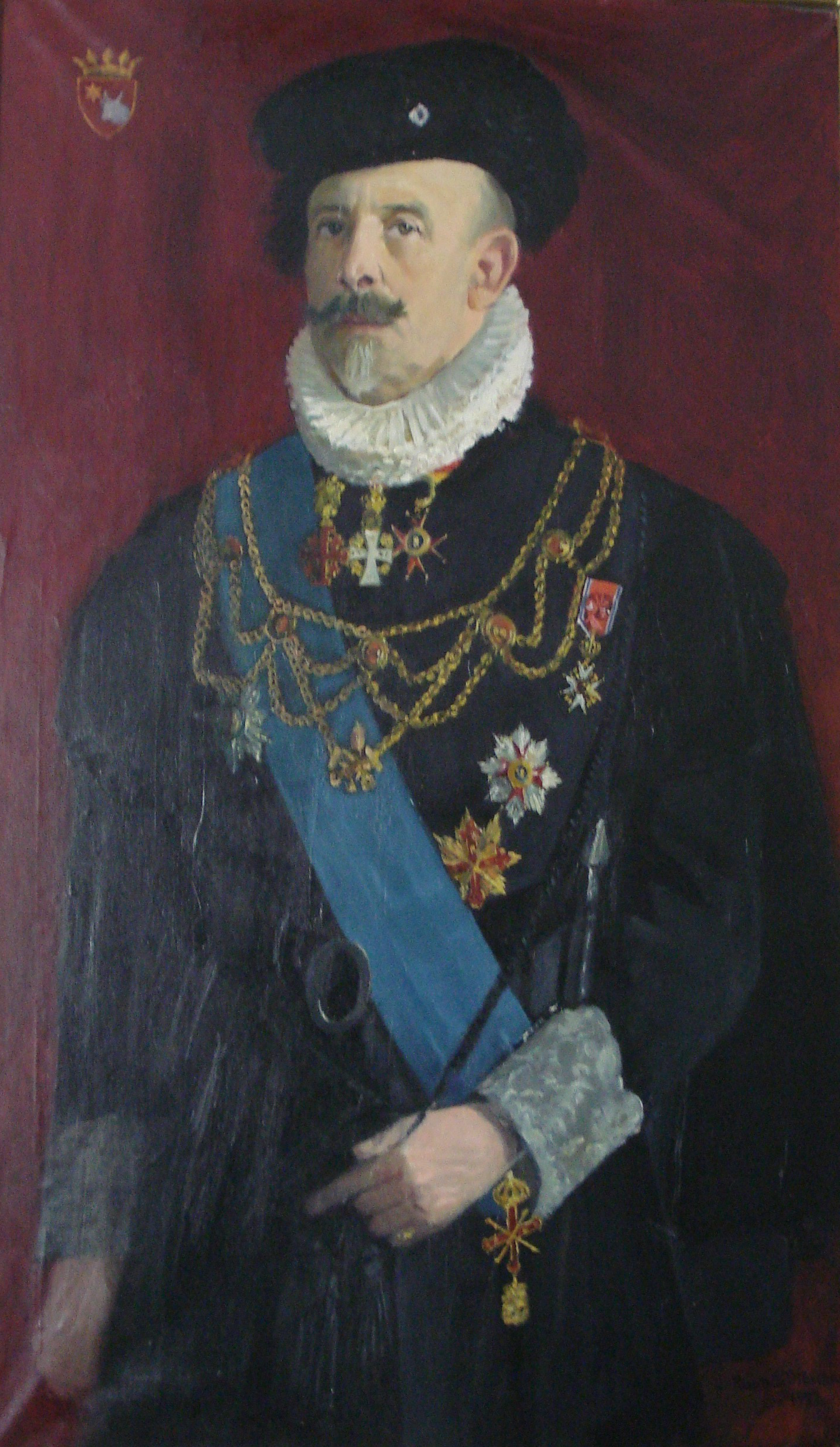
Крістофер, граф де По (1862—1943), у придворному вбранні папського камергера. Норвезький навернений до католицизму, він був призначений папським джентльменом Бенедиктом XV у 1921 році та створив графство Пієм XI у 1923 році.

Папська знать — аристократія Святого Престолу, що складається з осіб, які мають титули, надані Папою. Від середньовіччя до дев'ятнадцятого століття папство мало пряму світську владу в Папській області, і багато титулів папської знаті походили від феодів із доданими територіальними привілеями. Протягом цього часу Папа Римський також дарував давні державні титули, такі як патрицій.
Сьогодні Папа все ще має повноваження надавати титули з територіальними позначеннями, хоча вони є суто номінальними, а привілеї, якими користуються власники, стосуються стилів звернення та геральдики. Крім того, Папа надає особисті та сімейні титули, які не мають територіального позначення. Оскільки їхні титули є лише почесними, сучасна папська знать включає нащадків стародавніх римських родин, а також відомих католиків з багатьох країн. Усі папські дворянські титули належать до особистого дару понтифіка і не записуються в Офіційних актах Святого Престолу.